# Prawo wykroczeń
Prawo wykroczeń (inaczej prawo karno-administracyjne) – dziedzina prawa, spokrewniona z prawem karnym. Od strony materialnej, reguluje je Kodeks wykroczeń z 20 maja 1971, a od strony proceduralnej – Kodeks postępowania w sprawach o wykroczenia z dnia 24 sierpnia 2001.
Kodeks wykroczeń nie nazywa odpowiedzialności za wykroczenie odpowiedzialnością karną, jednak obie odpowiedzialności łączy to, że opierają się na wymierzaniu kar za czyny zabronione przez ustawę.
Od prawa karnego odróżnia prawo wykroczeń waga czynów objętych każdą z tych dziedzin, a także stopień ich społecznej szkodliwości, a w konsekwencji rozmiar ich moralnego potępienia, które w przypadku wykroczeń są znikome.
Od 1951, w sprawach o wykroczenia orzekały w pierwszej instancji pozasądowe organy – kolegia do spraw wykroczeń. W latach 2001–2010 ich funkcję przejęły sądy grodzkie. Obecnie w I instancji wykroczenia są rozpoznawane przez wydziały karne sądów rejonowych